# SkyLine
50°03′00″ пн. ш. 8°34′22″ сх. д. / 50.05° пн. ш. 8.57278° сх. д.
SkyLine — повністю автоматична пасажирська транспортна система типу Innovia APM 100, яка була побудована як надземна залізниця та введена в експлуатацію в 1994 році в аеропорту Франкфурт-на-Майні, рухається на гумових колесах.
Надземну залізницю іноді плутають із Skylink Minimetro, системою MiniMetro, яка автоматично сполучає футуристичний комплекс «The Squaire» з дев’ятиповерховою автостоянкою.

## Маршрут
Поїзд працює на рівні вище рівня відправлення термінала 1 і знаходиться на підвищенні між двома терміналами. 
На відміну від регіональної станції, піплмувер не був запланований під час будівництва Термінала 1 і став необхідним лише після будівництва другого терміналу.
Двосмугова лінія має завдовжки 3,8 км, має шість вузлів та чотири станції (із заходу на схід):
- Термінал 1, пірс A, Z
- Термінал 1, пірс В (пересадка на регіональну станцію та станцію далекого прямування)
- Термінал 1, пірс C (лише для позашенгенських пасажирів)
- Термінал 2, пірс D, E

На схід від станції Термінал 2 знаходиться депо з майстернею.
Станція термінал 1 пірс C відкрита 21 червня 2017 року.

## Інтервал
SkyLine курсує кожні 90-150 секунд у піковий час і кожні 3-5 хвилин у непіковий час. 
Станція Термінал 1, пірс не обслуговується під час нічної перерви в польотах. Використання безкоштовне

## Опис
Система була створена в 1994 році компанією AEG — пізніше частиною Adtranz — і перевозить (станом на 2000 рік) близько десяти мільйонів пасажирів на рік. 
SkyLine працює автоматично та без водія, сітки на платформах перешкоджають пасажирам вийти на смугу та в недоступні для всіх зони. 
Задіяно 18 вагонів Bombardier CX-100. 
Вони їздять як автобуси з гумовими колесами, наповненими повітрям, по бетонній колії, посередині якої встановлено напрямний пристрій і дві провідні рейки для підведення і відведення тягового струму.
Кожен вагон має дві двостулкові двері з кожного боку. 
Максимальна швидкість 52 км/год. 
Приводиться в рух двома двигунами постійного струму. 
Однак, це не (подібна) технологія системи VAL, розробленої Siemens Transportation у Франції.

## Розділення різних зон для пасажирів і відвідувачів
Потяги складаються з шенгенського та нешенгенського вагонів. 
Західний вагон призначений для відвідувачів, трансферних пасажирів Шенгенської зони, пасажирів, що відправляються, і супроводжуючих.
Східний вагон, навпаки, не зарезервований для трансферних пасажирів «Нешенген»–«Нешенген». 
За винятком станції Термінал 1 пірс C, усі станції мають одну острівну та дві берегові платформи. 
Термінал 1 станції пірс C призначений лише для пасажирів, з країн які не є членами Шенгенської зони. 
Тільки східний вагон відкриває двері зліва по ходу руху. 
Двері західного вагона залишаються зачиненими.
Два вагони відкривають двері в різні боки. 
Перон з одного боку знаходиться в зоні шенгенського термінала, з іншого — в зоні «нешенгенського» транзиту. 
Оскільки перевозять людей, які не в’їхали до Шенгенської зони, а маршрут іноді межує із загальнодоступними ділянками, залізничне полотно частково огороджено колючим дротом.